# Бриджес, Роберт
Роберт Бри́джес (англ. Robert Bridges; 23 октября 1844, Уолмер — 21 апреля 1930, Борс-Хилл) — английский поэт. С 1913 года поэт-лауреат.

## Биография
Роберт Бриджес родился в городке Уолмер (графство Кент, Англия). Получил врачебное образование, занимался врачебной практикой до 1882 года.
Как поэт дебютировал в 1873 году, выпустив сборник «Краткие стихотворения» («Shorter poems», 1873). Затем опубликовал несколько лирических сборников под тем же названием (кн. 1-4, 1890; кн. 5, 1894), которые сделали его популярным.
Как отмечает Большая советская энциклопедия, при редком мастерстве отделки его стихи незначительны и традиционны по темам. Спокойный и ясный тон его поэзии, дающей идиллические картины повседневной жизни, сделал Бриджеса, несмотря на книжность, академизм и малую оригинальность, популярным в средних слоях английской буржуазии, а культ формы обеспечил ему влияние на молодое поколение английских поэтов XX века.
Среди поэм Бриджеса «Прометей-огненосец» («Prometheus the firegiver», 1883), «Эрос и Психея» («Eros and Psyche», 1885), «Праздник Бахуса» («The feast of Bacchus», 1889), «Ахиллес на Скиросе» («Achilles in Scyros», 1890), «Возвращение Улисса» («The return of Ulysses», 1890), «Завет красоты» («The testament of beauty», 1929) и другие. Бриджес писал также драмы и комедии, в которых подражал Теренцию, Кальдерону, Лопе де Веге и драматургам елизаветинской эпохи.
Поэт-филолог, Бриджес углубленно занимался исследованиями в области английской метрики и создал свою теорию тонического происхождения английского стиха («Milton’s prosody with a chapter on accentual verse», Oxford, 1921). Бриджес являлся защитником приближения стихового строя к строю разговорной речи.

## Сочинения
- Poetical works. 2nd ed. Oxf., 1929–1930. Vol. 1–6;
- Poetry and prose. Oxf., 1955.